# 2010年の北海道日本ハムファイターズ
2010年の北海道日本ハムファイターズ（2010ねんのほっかいどうにっぽんハムファイターズ）では、2010年の北海道日本ハムファイターズにおける動向をまとめる。
この年の北海道日本ハムファイターズは、梨田昌孝監督の3年目のシーズンである。

## 概要
シーズン序盤は金子誠・坪井智哉ら野手陣に多数の怪我人が生じ、4月終了時点で借金12と最下位に沈んだが、5月以降は怪我で欠場の主力に代わり出場した中田翔・陽岱鋼ら若手が台頭し、チーム成績が上昇した。4月終了時点で12あった借金は7月1日に完済し、以降はロッテ・オリックスと三つ巴のCS争いをする。最終的には74勝67敗3分とロッテが残り2試合勝たなければＣＳ進出の処まで行ったもののロッテが2連勝し日本ハムは0.5ゲーム差届かず、シーズンを4位で終了した。

## チーム成績

### レギュラーシーズン
| 1    | 二   | 田中賢介       |
| 2    | 指   | 二岡智宏       |
| 3    | 右   | 稲葉篤紀       |
| 4    | 一   | 髙橋信二       |
| 5    | 中   | 糸井嘉男       |
| 6    | 三   | 小谷野栄一     |
| 7    | 左   | 中田翔         |
| 8    | 捕   | 鶴岡慎也       |
| 9    | 遊   | 金子誠         |
| 投手 | 投手 | ダルビッシュ有 |

| 順位 | 4月終了時    | 4月終了時 | 5月終了時    | 5月終了時 | 6月終了時    | 6月終了時 | 7月終了時    | 7月終了時 | 8月終了時    | 8月終了時 | 最終成績     | 最終成績 |
| ---- | ------------ | --------- | ------------ | --------- | ------------ | --------- | ------------ | --------- | ------------ | --------- | ------------ | -------- |
| 1位  | ロッテ       | --        | ロッテ       | --        | 西武         | --        | ソフトバンク | --        | ソフトバンク | --        | ソフトバンク | --       |
| 2位  | 西武         | 0.0       | 西武         | 0.5       | ロッテ       | 2.0       | 西武         | 2.0       | 西武         | 1.0       | 西武         | 0.0      |
| 3位  | ソフトバンク | 0.5       | ソフトバンク | 2.5       | ソフトバンク | 3.0       | ロッテ       | 3.5       | ロッテ       | 2.0       | ロッテ       | 2.5      |
| 4位  | オリックス   | 4.5       | オリックス   | 7.5       | オリックス   | 7.0       | オリックス   | 5.5       | オリックス   | 5.5       | 日本ハム     | 3.0      |
| 5位  | 楽天         | 6.5       | 楽天         | 8.5       | 日本ハム     | 7.5       | 日本ハム     | 7.5       | 日本ハム     | 6.5       | オリックス   | 7.5      |
| 6位  | 日本ハム     | 9.5       | 日本ハム     | 10.5      | 楽天         | 10.5      | 楽天         | 12.5      | 楽天         | 12.5      | 楽天         | 15.0     |

| 順位 | 球団                         | 勝 | 敗 | 分 | 勝率 | 差   |
| 1位  | 福岡ソフトバンクホークス     | 76 | 63 | 5  | .547 | 優勝 |
| 2位  | 埼玉西武ライオンズ           | 78 | 65 | 1  | .545 | 0.0  |
| 3位  | 千葉ロッテマリーンズ         | 75 | 67 | 2  | .528 | 2.5  |
| 4位  | 北海道日本ハムファイターズ   | 74 | 67 | 3  | .525 | 3.0  |
| 5位  | オリックス・バファローズ     | 69 | 71 | 4  | .493 | 7.5  |
| 6位  | 東北楽天ゴールデンイーグルス | 62 | 79 | 3  | .440 | 15.0 |

#### 日本生命 セ・パ交流戦2010
| 順位 | 球団                         | 勝 | 敗 | 分 | 勝率 | 差   |
| 1位  | オリックス・バファローズ     | 16 | 8  | 0  | .667 | 優勝 |
| 2位  | 埼玉西武ライオンズ           | 14 | 10 | 0  | .583 | 2.0  |
| 3位  | 福岡ソフトバンクホークス     | 13 | 10 | 1  | .565 | 2.5  |
| 4位  | 千葉ロッテマリーンズ         | 13 | 10 | 1  | .565 | 2.5  |
| 5位  | 東北楽天ゴールデンイーグルス | 13 | 10 | 1  | .565 | 2.5  |
| 6位  | 北海道日本ハムファイターズ   | 12 | 11 | 1  | .522 | 3.5  |
| 7位  | 読売ジャイアンツ             | 12 | 12 | 0  | .500 | 4.0  |
| 8位  | 阪神タイガース               | 11 | 12 | 1  | .478 | 4.5  |
| 9位  | 中日ドラゴンズ               | 11 | 13 | 0  | .458 | 5.0  |
| 10位 | 広島東洋カープ               | 10 | 12 | 2  | .455 | 5.0  |
| 11位 | 東京ヤクルトスワローズ       | 9  | 14 | 1  | .391 | 6.5  |
| 12位 | 横浜ベイスターズ             | 6  | 18 | 0  | .250 | 10.0 |

- 同率の場合は前年の順位で上位のチームが上位にランクされる

## できごと

### 1月
- 1月7日 - 新外国人選手のボビー・ケッペルと契約合意したことを発表[6]
- 1月8日 - 新外国人選手のブライアン・ウルフと契約合意したことを発表[7]
- 1月17日 - 投手コーチの小林繁が心不全で死去[8]
- 1月25日 - 二軍投手コーチに関根裕之が就任したことと[9]、一軍投手コーチに前二軍投手コーチの島崎毅が就任したことを発表[10]

### 3月
- 3月22日 - 対ソフトバンク戦（札幌ドーム）に16対5で勝利し、梨田昌孝がNPB史上25人目の監督通算500勝[11]。日本ハムの坪井智哉がNPB史上434人目の通算1000試合出場[12]

### 4月
- 4月1日 - 江尻慎太郎と横浜の石井裕也の交換トレードが発表[13]
- 4月4日 - 日本ハム対西武戦（札幌ドーム）で4回裏、日本ハムは無死一塁から併殺打を一塁手が失策、安打を挟んでこの回2つめの併殺打。1イニング2併殺打はNPB史上5度目、パ・リーグ史上2度目、球団初[14]。6回表に西武のディー・ブラウンが武田勝からこの試合2打席連続本塁打を放ち、NPB史上通算90000本塁打[15]
- 4月24日 - 稲葉篤紀が対楽天戦でNPB史上48人目の通算1000三振[12]

### 5月
- 5月4日 - 木田優夫が対ロッテ戦でNPB史上85人目の通算500試合登板[12]
- 5月4日 - ロッテの佐藤賢治を金銭トレードで獲得したことを発表[16]

### 6月
- 6月5日 - 金子誠が対巨人戦でNPB史上12人目の通算250犠打[12]

### 8月
- 8月28日 - ダルビッシュ有が対オリックス戦でNPB史上321人目の通算1000投球回[12]

### 9月
- 9月26日 - 森本稀哲が対西武戦でNPB史上439人目の通算1000試合出場[12]
- 9月30日 - バディ・カーライルの退団を発表[17]

### 10月
- 10月1日 - 木下達生と豊島明好に戦力外通告したことを発表[18]
- 10月2日 - 多田野数人の退団を発表[19]
- 10月2日 - 坪井智哉の退団を発表[20]
- 10月15日 - 一軍投手コーチに芝草宇宙が就任したことを発表[21]

### 11月
- 11月5日 - 紺田敏正と須永英輝と巨人のウィルフィン・オビスポの交換トレードが発表[22]
- 11月14日 - ロッテの根本朋久と山本一徳、高口隆行との1対2の交換トレードが発表[23]
- 11月15日 - 前西武の松阪健太を獲得したことを発表[24]
- 11月19日 - 新外国人選手のマイカ・ホフパワーと契約合意したことを発表[25]
- 11月20日 - 以下の選手の背番号の変更を発表した。石井裕也が27から13、鶴岡慎也が64から22、中嶋聡が32から27、糸井嘉男が26から7、鵜久森淳志が65から44、佐藤賢治が69から52に変更。また移籍の根本朋久の背番号を32にしたことも発表したことを発表[26]

### 12月
- 12月1日 - FAの建山義紀がMLBテキサス・レンジャーズと契約[27]
- 12月1日 - FAの森本稀哲が横浜に移籍することを発表[28]
- 12月17日 - 今季戦力外通告した多田野数人と再契約したことを発表[29]

## 入団・退団

### シーズン開幕前
本節では、前シーズン終了から本シーズン開幕までの入退団について記述する。
| 選手名                 | 背番号 | 前所属                   | 備考                                         |
| 投手                   | 投手   | 投手                     | 投手                                         |
| ---------------------- | ------ | ------------------------ | -------------------------------------------- |
| ウルフ                 | 10     | トロント・ブルージェイズ | 新外国人                                     |
| カーライル             | 12     | アトランタ・ブレーブス   | 新外国人                                     |
| 大塚豊                 | 14     | 創価大学                 | ドラフト2位                                  |
| 松家卓弘               | 30     | 横浜ベイスターズ         | 坂元弥太郎・松山傑・稲田直人と3対3のトレード |
| ケッペル               | 31     | ミネソタ・ツインズ       | 新外国人                                     |
| 中村勝                 | 36     | 春日部共栄高             | ドラフト1位                                  |
| 木田優夫               | 42     | 東京ヤクルトスワローズ   | 移籍                                         |
| 増井浩俊               | 43     | 東芝                     | ドラフト5位                                  |
| 加藤武治               | 49     | 横浜ベイスターズ         | 坂元弥太郎・松山傑・稲田直人と3対3のトレード |
| 運天ジョン・クレイトン | 55     | 浦添工業高               | ドラフト4位                                  |
| 捕手                   |        |                          |                                              |
| 荒張裕司               | 60     | 徳島インディゴソックス   | ドラフト6位                                  |
| 内野手                 |        |                          |                                              |
| 加藤政義               | 39     | 九州国際大学             | ドラフト3位                                  |
| 岩舘学                 | 40     | 読売ジャイアンツ         | 金銭トレード                                 |
| 外野手                 |        |                          |                                              |
| 関口雄大               | 57     | 横浜ベイスターズ         | 坂元弥太郎・松山傑・稲田直人と3対3のトレード |

| 選手名       | 去就                                                       |
| 投手         | 投手                                                       |
| ------------ | ---------------------------------------------------------- |
| 藤井秀悟     | 巨人に移籍                                                 |
| 坂元弥太郎   | 加藤武治・松家卓弘・関口雄大との3対3のトレードで横浜に移籍 |
| 松山傑       | 加藤武治・松家卓弘・関口雄大との3対3のトレードで横浜に移籍 |
| 伊藤剛       | 球団職員に転身                                             |
| 津田大樹     |                                                            |
| 星野八千穂   | 打撃投手に転身                                             |
| スウィーニー | 米・マリナーズとマイナー契約                               |
| ウィング     |                                                            |
| 内野手       |                                                            |
| 稲田直人     | 加藤武治・松家卓弘・関口雄大との3対3のトレードで横浜に移籍 |
| 小田智之     | スコアラーに転身                                           |
| ボッツ       | 米・ホワイトソックスとマイナー契約                         |
| 外野手       |                                                            |
| 金子洋平     | 一般企業に就職                                             |
| 佐藤吉宏     | 二軍マネージャーに就任                                     |
| スレッジ     | 横浜に移籍                                                 |

### シーズン開幕後
本節では、本シーズン開幕から本シーズン終了までの入退団について記述する。
| 選手名   | 背番号 | 前所属               | 備考                         |
| 投手     | 投手   | 投手                 | 投手                         |
| -------- | ------ | -------------------- | ---------------------------- |
| 石井裕也 | 27     | 横浜ベイスターズ     | 4月2日、江尻慎太郎とトレード |
| 外野手   |        |                      |                              |
| 佐藤賢治 | 69     | 千葉ロッテマリーンズ | 5月7日、無償トレード         |

| 江尻慎太郎 | 4月2日、石井裕也とトレードで横浜に移籍 |

## 選手・スタッフ
| - 背番号変更 - 小谷野栄一 31→5 |

## ドラフト
| 順位 | 選手名   | ポジション | 所属               | 結果 |
| ---- | -------- | ---------- | ------------------ | ---- |
| 1位  | 斎藤佑樹 | 投手       | 早稲田大学         | 入団 |
| 2位  | 西川遥輝 | 外野手     | 智辯学園和歌山高   | 入団 |
| 3位  | 乾真大   | 投手       | 東洋大学           | 入団 |
| 4位  | 榎下陽大 | 投手       | 九州産業大学       | 入団 |
| 5位  | 谷口雄也 | 外野手     | 愛知工業大学名電高 | 入団 |
| 6位  | 齊藤勝   | 投手       | セガサミー         | 入団 |